# Sendas
Sendas es una freguesia portuguesa del municipio de Braganza, con 19,23 km² de superficie y 183 habitantes (2011). Su densidad de población es de 9,5 hab/km².